# ノコンギク
ノコンギク（野紺菊、学名: Aster microcephalus var. ovatus）は、野菊の1つでヨメナに非常に似ている。ただし種内の変異は大きく、同種とされるものにはかなり見かけの異なるものがある。
別名、ホソバコンギク。

## 分布・生育環境
日本の本州・四国・九州にかけて分布する。また、北海道には本種の北方型（エゾノコンギク）が分布する。
生育範囲は幅広く、人為環境からより自然な環境にまで出現する。道ばたや、日当たりのよい野原、原野にふつうに見かけられ、大小の集団をつくって群生する。
なお、伊藤左千夫の小説『野菊の墓』の野菊がこれではないかとの説がある。

## 特徴
地下茎が長く横に這い、あちこちから枝を出すので、まとまった群落を作りやすい。地下茎の先端から新芽を出し、茎は立ち上がってよく枝を出し、高さは30 - 60センチメートル (cm) に達する。根出葉は柄があって卵状長楕円形、茎葉は柄がなくて卵状楕円形から卵形で3本の脈があり、縁には粗くて浅い鋸歯が出る。いずれも葉の両面ともに短い毛がありざらつく。根出葉は花時にはなくなる。
花は8月から11月ごろまで咲く。茎の先端の花序は散房状で、頭花は直径2.5 cmほど、周辺の舌状花は細長くて紫を帯びた白から薄紫、中央の管状花は黄色。痩果は長さ1.5 - 3ミリメートル (mm) で先端には4 - 6 mmの冠毛が多数ある。

## 利用
古くから観賞用に栽培された。特にコンギク cv. Hortensis はこの種の栽培品で、より色鮮やかなものである。コマチギクは背が低く、花の数が多いもの。
また、ヨメナと同様にシュンギクに似た香りがあり、新芽を摘んで食べられる。採取時期は4 - 5月、暖地で3月ごろが適期とされている。若芽はさっと茹でて、おひたし、和え物、炒め物などにするほか、生で天ぷらにする。花とつぼみも食用にでき、天ぷらにする。

## 近似種

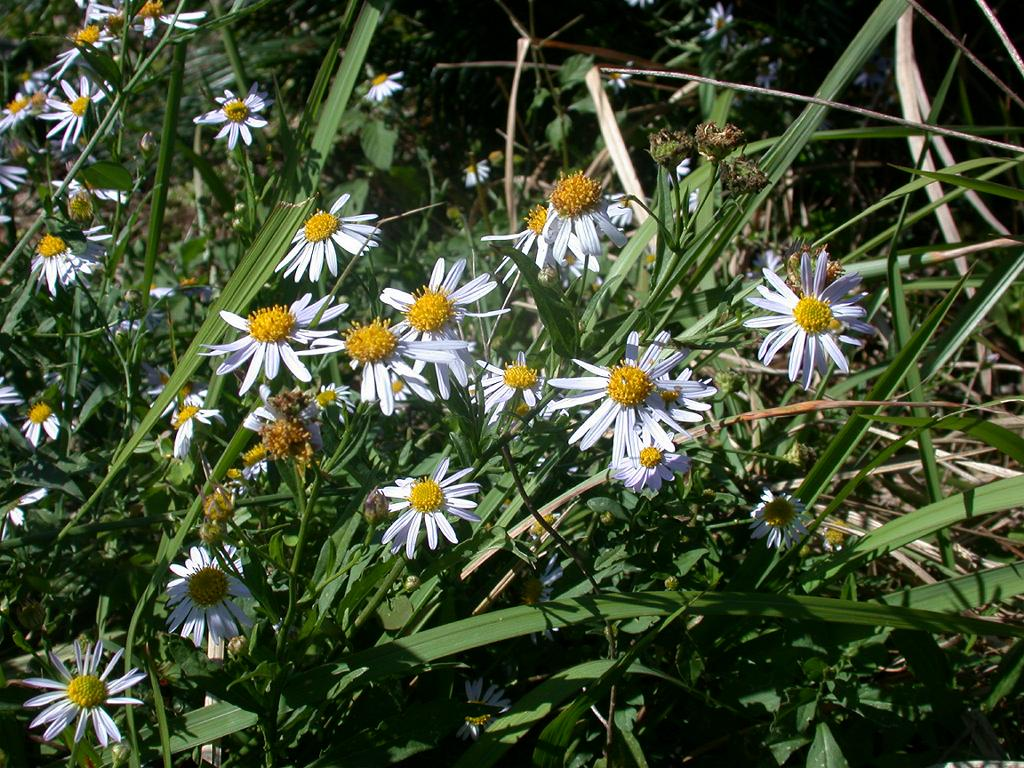
ヨメナの花序、花が散ったものを含む。

もっともよく似ているのはヨメナである。葉の形、花の色形まで非常によく似ている。ヨメナは時に野菊の代表とされ、辞典等では野菊をヨメナの別称とする例もあり、はるかに知名度が高い。しかし実際には両者はよく似ている上に分布も重複しており、同じような環境によく見かけられるから、両者混同されてヨメナと呼ばれていることが多いと思われる。もっともはっきりした違いは、ヨメナの種（果実であるが）には冠毛がないことで、花期が終わった花序があれば一目でわかる。葉の両面に毛があることも、ほぼ無毛のヨメナとは異なるが、あまり目立たない。見分け方の詳細はヨメナの項も参照のこと。
他に同じ種内の亜種変種が多数あるが、以下に記す。

## 分類
伝統的にはこの種には長らく Aster ageratoides Turcz. subsp. ovatus (Franch. et Savat.) Kitam. の学名が当てられていた。『日本植物誌』・保育社の『原色日本植物図鑑』、『日本の野生植物』などがほぼこれを踏襲している。原名亜種はチョウセンノコンギク A. ageratoides susp. ageratoides で、朝鮮から中国北部・東北部にかけて分布する。この種は日華区の特徴種とのこと。非常に多くの変異を抱え、日本でも複数の亜種があり、さらにその変種が複数知られていたりとややこしい。近縁な種はヒマラヤまで分布する。その変異に含まれると判断されたものにはノコンギクに似たものもあるが、ずいぶん印象が異なるものもある。特にヤマシロギクやシロヨメナはその感があるが、それらも地域によっては中間的なものが出現し、判断が難しい場合があるという。以下の様なものがあげられていた。
- subsp. ovatus エゾノコンギク
- subsp. angustifolius ホソバコンギク
- subsp. ripensis タニガワコンギク
- subsp. yakusimensis ヤクシマノギク
- subsp. microcephalus センボンギク
- subsp. amplexifolius ヤマシロギク
- subsp. leiophyllus シロヨメナ
- subsp. yoshinaganus シコクシロギク
- subsp. sugimotoi アキバギク

分類体系にはふれもあり、それらを別種とする説もある。たとえば『朝日百科　植物の世界』はノコンギクの学名を A. ovatus としており、その下に変種としてタニガワコンギク var. ripensis を置き、それ以外のものはすべて独立種としている。
ところが、YListでは学名が大きく変更されており、上記の学名が使われている。情報としてはこれが一番新しい。イナカギクやシロヨメナは従来のままなので、ノコンギクはそれらとは別の系統に属するとの判断である。学名としてはセンボンギクの種小名が生きることになる。また上記のものを含めて以下のものが変種として取り上げられている。
- var. angustifolius ホソバコンギク
- var. littoricola ハマコンギク
- var. microcephalus センボンギク
- var. ripensis タニガワコンギク
- var. tubulosus チョクザキヨメナ
- var. yezoensis エゾノコンギク
- var. yoshinaganus シコクシロギク